# イリーナ・ツビラ
イリーナ・ヴラジーミロヴナ・ツビラ（Ірина Володимирівна Цвіла、1969年4月29日 - 2022年2月25日）は、ウクライナの教師、写真家、作家、陸軍軍人。2022年ロシアのウクライナ侵攻中のキーウの戦いにおいて戦死した。

## 経歴
1969年4月29日にウクライナ首都のキーウに生まれた。義務教育を終えた後、キーウのインターナショナル・スクールの「Меридіан」で教師として働いた。
2014年のドンバス戦争の際にキーウ警察連隊に志願。のちにウクライナ陸軍国家対応防衛旅団に参加した。
2022年2月25日、キーウの戦いで戦死した。

## 写真家・作家としての活動
写真家でもあり、2017年、Святопетрівськеで個展を開いた。執筆活動もしており 、『戦争の声 退役軍人の物語』という本を出版していた。

## 家族
彼女は結婚しており、5人の子供がいる。夫もキーウの戦いで戦死した。